# Famille du Chemin

Armes du Chemin : de gueules à un lion d'hermines
Devise : Est in via

La famille du Chemin (du Mesnil-Durand et de La Tour), était une famille noble de Normandie éteinte de nos jours, dont la filiation prouvée remonte au début du XVIe siècle à Robert du Chemin, écuyer, seigneur de Saint-Germain, nommé en 1517 avec Clotilde de Hangest, sa femme, dans les articles du mariage de leur fils Luc du Chemin, écuyer, seigneur du Féron, demeurant à Saint-Lô.

## Histoire et origine
Branche ainée
- Le premier membre connu de cette  famille est Robert du Chemin, écuyer, seigneur de Saint-Germain, marié à Clotilde de Hangest. Ils eurent un fils, Lucas ou Luc du Chemin[1].
- Noble personne Lucas ou Luc du Chemin, écuyer, seigneur du Féron, contracte un mariage au lieu de sa demeure, à Saint-Lô, le 18 juillet 1517, avec damoiselle Jeanne Fournier, fille de noble homme Jacques Fournier, receveur des tailles pour le roi à Caen qui, en considération de l'alliance faite par sa fille, promit de lui donner entre autres choses son habillement bien et honorablement, selon son Etat, et lieu de sa Maison, et ligne dont elle était, et où elle allait[1].

Quoique Robert du Chemin ne soit connu que par les articles de mariage de son fils Luc, on peut dire que ce n'est pas la première époque de la noblesse du nom. Lucas du Chemin se trouve personnellement nommé dès le 17 mars 1508 avec les qualités d'Écuyer et de seigneur du Féron, dans un acte passé sous le Scel de la Vicomté de Carentan.
Lucas du Chemin meurt en 1518, laissant pour seul fils et héritier Lucas ou Luc du Chemin, deuxième du nom et le douaire étant donné à sa veuve Jeanne Fournier.
- Lucas ou Luc du Chemin II, écuyer, seigneur du Féron, de la Haulle, de Semilly, du Mesnil-Guillaume, de Montbrai etc.

Sa tutelle est disputée entre un bourgeois de Saint-Lô, Pierre Alexandre, parent et élu tuteur par des amis paternels, d'une part, et d'autre part sa mère Jeanne Fournier et son grand-père maternel Jacques Fournier. Le 2 février 1518, Pierre Alexandre consent "1) à se dessaisir du droit qu'il prétendait, 2) que la garde des biens de l'Enfant serait adjugée à son aïeul (Jacques Fournier) , et celle de sa personne à Jeanne Fournier sa mère". Jacques Fournier étant mort peu après, la garde du mineur est déférée par lettres données en la chambre des comptes de Paris le 7 mai 1521 à damoiselle Marie de Villebresme, veuve de Jacques Fournier, conjointement avec Robert Fournier, frère de Jeanne Fournier, écuyer et oncle maternel de l'enfant.
Pourtant, Pierre Alexandre continue à faire valoir ses prétentions. Ainsi, lorsque Lucas II du Chemin devient majeur, il fait saisir sur Alexandre, pour le recouvrement de ses droits, les fief, terre et seigneurie du Mesnil-Guillaume et quelques autres héritages qui passèrent entre ses mains par décret entériné au siège de Saint-Lô le 25 mai 1545.
Le 23 avril 1551, après Pâques, il donne au roi en la chambre des comptes de Rouen un aveu de son fief de Montbrai, comme d'un quart de fief de chevalier, situé en la paroisse du même lieu, Vicomté de Caen, mouvance de sa majesté. En 1552, il est conseiller du roi au présidial de Saint-Lô. Le 23 août 1553, il a du bailli de Cotentin une ordonnance qui le déclare exempt de la contribution de l'arrière-ban.
Lucas II du Chemin a, en effet, déjà reçu antérieurement deux aveus de quelques-uns des vassaux de son fief de la Haulle dans la paroisse de la Meauffe, l'un en 1535 par les mains de son sénéchal Jean Bigot, l'autre en 1543 par celles de maître Martin Le Soudain, curé du Mesnil-Rouxel aux plaids de sa seigneurie que tenait Pierre Le Soudain, lieutenant de son sénéchal. Mais d'autres vassaux de ses fiefs de la Haulle, du Féron, de Semilly, du Mesnil-Guillaume et de la vavassorie de la Ducquerie (tous situés dans les paroisses de Hébécrevon, du Mesnil-Angot et du Défert), ayant négligé de rendre leurs reconnaissances à la faveur des troubles qui survinrent peu après dans la province de Normandie, et lui-même étant tenu en vertu de plusieurs édits et ordonnances du Roi Charles IX de donner son dénombrement de ses terres et seigneuries, il obtient alors en la chancellerie à Rouen, le 9 avril 1568, des lettres portant "pouvoir de faire exprès commandement à toutes personnes qui tenaient de lui des héritages, soit en fief ou autres droits, d'en donner leurs déclarations etc. sur ce qu'il avait exposé, que sans cette contrainte il ne pouvait satisfaire aux Édits et Ordonnances de Sa Majesté, attendu qu'il avait perdu ses titres ou du moins partie d'iceulx par la malice des guerres qui avaient eu cours par ci-devant dans le Royaume." Il est qualifié dans ces lettres : Premier Conseillé du Siège Présidial établi par Sa Majesté en sa ville de Caen, pour les Bailliages de Caen de Cotentin.
De damoiselle Ysabeau Regnauld, il eut pour fils aîné et héritier principal, après sa mort en 1574, Jean du Chemin.
- Noble homme Jean du Chemin, écuyer, seigneur du Féron, de la Haulle, de Semilly, seigneur et patron de Hébécrevon etc.

Dans les guerres qui agitèrent la fin du règne de Henri III et le commencement de celui de Henri le Grand, Jean du Chemin se porta avec beaucoup d'ardeur au service de ses princes. Ainsi, dans un acte du mardi 22 août 1589, le lieutenant général de Saint-Lô reconnait à la requête de Jean du Chemin "qu'une attestation contenant assurance de la fidélité et attachement de Maître Jehan Johanne, envoyé par le Sieur de la Haulle en Bretagne, pour acheter des chevaux pour le service du Roi, et détenu prisonnier en ce pays, était vraiment des Maire, Echevins et autres Officiers de la même Ville de Saint-Lô".
Jean du Chemin sert aussi sous le duc de Montpensier comme en témoigne un mandement du lieutenant général du bailli de Caen donné à Thorigny le 4 février 1591. D'autre part, on lit expressément dans l'histoire du premier maréchal de Matignon (Jacques Goyon, deuxième du Nom), page 309, sous l'année 1592 "que tandis que le Roi (Henri le Grand) était occupé au Siège de Rouen, le Comte de Thorigny (Odet Goyon-de Matignon, fils aîné du Maréchal) mena à ce Prince un corps de sept mille Français et Anglais, que le Sieur du Chemin-de la Haulle, Capitaine dans son Régiment, Gentilhomme fort estimé, avait fait débarquer à Granville par son ordre." Jean du Chemin ayant, en effet, été inspecteur des troupes envoyées par Elisabeth d'Angleterre au secours de Henri IV (alors prétendant au trône de France).
Jean du Chemin épouse par contrat du 23 février 1610 damoiselle Marthe Le Mazurier, fille de noble homme Christophe Le Mazurier, sieur de Duredent, dans la Vicomté de Caudebec, et de damoiselle Magdelaine Le Fèbvre, sœur de noble homme Monsieur maître Charles Le Fèbvre, sieur de la Gaillarde, conseiller du Roi en sa cour de parlement de Rouen. Cette alliance, selon un généalogiste des ordres du Roi, procure à la famille du Chemin l'honneur d'être dans un degré de parenté assez proche avec M. le maréchal de Coigny, M. le marquis de Pomponne, M. l'abbé de Pomponne, M. le marquis de Torci et plusieurs autres personnes des plus distinguées dans l'état.
Jean du Chemin eut deux fils, Luc du Chemin, troisième du Nom, et Laurent du Chemin, écuyer, seigneur patron de la Vaucelle qui céda à son frère aîné tous ses droits sur les successions de Jean du Chemin, écuyer leur père et de Nicolas du Chemin, écuyer leur oncle.
- Luc du Chemin, troisième du nom, écuyer, seigneur du Féron, de la Haulle, de Semilly et du Mesnil-Guillaume et patron de Hébécrevon.

Né à la Meauffe le 2 février 1611, Luc III du Chemin est député de la noblesse de Normandie aux états tenus à Tours en 1631.
Il est nommé à Coutances le 27 août 1635 par le bailli de Cotentin, à la requête des nobles du bailliage, commissaire du ban et arrière-ban destiné à servir en Lorraine. Luc III du Chemin fait effectivement ce service, suivant les certificats et congés que le duc d'Angoulême et le maréchal de la Force, lieutenants généraux de l'armée du Roi en Lorraine et en Alsace, lui donnèrent au camp de Bioncourt le 12 novembre 1635. Ayant été pourvu à son retour de l'office de lieutenant général du bailli de Cotentin au siège de Saint-Lô, il y est reçu en 1639.
Le cardinal Mazarin, dont Luc III du Chemin avait apparemment prit les intérêts lors des troubles excités contre cette éminence, lui écrit de Paris le 21 janvier 1650 une lettre par laquelle il lui marque : "que le Roi lui savait gré du zèle qu'il avait fait paraître pour son service; que lui-même il ne perdait aucune occasion d'en faire ressouvenir Sa Majesté, et de lui témoigner en toutes les choses qui pourraient dépendre de lui, qu'il était son très-affectionné Ami et Serviteur, Le Cardinal Mazarini."
Luc III du Chemin reçoit ainsi le 13 mai 1653, quand les troubles du royaume eurent été pacifiés, un brevet de conseiller ès conseils d'état, privé et finances et prête en ces qualités le serment à Paris le 9 juin 1653 entre les mains du chancelier Séguier.
Le 9 juillet 1677, il obtient de M. Méliand, intendant de Caen, une ordonnance qui le déclare "exempt de contribuer pour l'Arrière-ban, non seulement à cause de ses services, tant dans les fonctions de sa Charge, que dans le soin qu'il avait pris en 1674 de lever et discipliner les troupes destinées à la défense des Côtes de Normandie contre l'Armée Navale de Hollande, mais de plus en considération de deux de ses fils qui avaient été blessés au combat de Senef."
Luc III du Chemin a, en effet, eu trois fils : Robert du Chemin, prêtre, Nicolas-Luc du Chemin qui continue la descendance et François du Chemin, auteur de la branche de la Tour.
Il les a eu de son mariage avec damoiselle Françoise de Saint-Martin, fille de noble homme maître Michel de Saint-Martin, sieur de Cavigny, de la Marre et des Haies, conseiller du Roi et receveur du taillon en l'élection de Carentan et de Saint-Lô et de damoiselle Marie du Thon. Les articles du mariages arrêtés le 26 juin 1630 citent pour affiliants du côté de Luc III de Chemin nobles hommes M. maître Antoine Caradas, sieur du Héron, conseiller du Roi en sa cour de parlement de Rouen, M. maître Robert de Franquetot, sieur de Coigny, conseiller du Roi, président et lieutenant général au présidial de Cotentin, Nicolas Le Mazurier, sieur de Prétot, Pierre-Antoine Potier, sieur du Quesnai et tous ses parents. Du côté de Françoise de Saint-Martin sont cités ses oncles, nobles hommes Laurent du Thon, sieur du Quesnai, conseiller du Roi au siège présidial de Caen, Jean Le Paulmier, sieur de Saint-Loup, président en l'élection de Caen, Guillaume de Godefroid, sieur du Taillis, Pierre Basset, sieur de Milli, Jean Houel, sieur de Houesville, lieutenant pour le Roi en la citadelle de Saint-Lô et quelques autres parents.
- Nicolas-Luc du Chemin, écuyer, seigneur de Saint-Luc, patron de Bahaye, des Pézérils etc.

Il est lieutenant dans le régiment de Picardie quand il est blessé au combat à Seneffe, le 28 octobre 1674, estropié, il quitte le service.
Par contrat passé à Paris le 14 juin 1688, il épouse demoiselle Marie Jourdin, sœur de Jean-Baptiste Jourdin, sieur de Maison-neuve, procureur du Roi au bureau des finances de Soissons et fille de Jean Jourdin, conseiller du Roi, maître des requêtes de la Reine (Marie-Thérèse d'Autriche, femme du Roi Louis XIV) et de dame Marie de la Cour.
Ce mariage lie Nicolas-Luc du Chemin avec Pierre de la Cour, écuyer, sieur de Belle-Isle, messire Jean-Baptiste d'Aguerres, seigneur de Voyenne, grand-maître des eaux et forêts d'Orléans (l'un et l'autre oncles maternels de Marie Jourdin), dame Catherine de la Cour (tante de Marie Jourdin et veuve de Jean Quatresols, seigneur de Coubertin et de Marolles) ainsi qu'avec plusieurs familles de Paris, très distinguées dans la robe, comme celles de Larcher, Brodeau, Merault, Marsollier et Bragelongne.
En effet, dans le contrat de mariage paraissent en la qualité de cousins de Marie Jourdin : messire Pierre Larcher, conseiller du Roi en ses conseils, président en la chambre des comptes de Paris, Michel Larcher, marquis de Baye, maître des requêtes ordinaires de l'hôtel, Julien Brodeau, conseiller en la grande chambre du parlement de Paris, Jérôme Merault, seigneur de Bonnelle, conseiller au parlement de Paris, Abel de Sainte Marthe, seigneur de Corbeville, conseiller en la cour des aides et gardes de la bibliothèque du Roi à Fontainebleau, René Merault, seigneur de Villiers, conseiller au parlement, Amable du Flotz, prêtre, docteur de Sorbonne, Claude du Flotz, écuyer, seigneur d'Avanton, Charles du Flotz, écuyer, seigneur de Saint-Mandé, Denis Marsollier, conseiller au grand-conseil, Claude Galland, conseiller, maître d'hôtel ordinaire du Roi et maître des comptes, Nicolas-René Boucher, grand-audiencier de France, Jean-Baptiste Boucher, président à Mortier au parlement de Metz, Charles de Vic, dit le comte de Vic, Pierre Merault, conseiller au parlement de Metz, Jean-Baptiste Merault, président, trésorier de France, général des finances à Bourges, Étienne-Bernard Langlois, écuyer, seigneur de Montry, écuyer de la Reine Marie-Thérèse d'Autriche, Antoine-Mathieu Vidard, écuyer, seigneur de Saint-Clair, dame Geneviève Larcher, femme de messire Edouard Colbert, marquis de Villacerf, premier maître d'hôtel de la Reine Marie-Thérèse d'Autriche et enfin Nicolas de Bragelongne, trésorier de France et général puis président des finances à Paris.
De ce mariage entre Nicolas-Luc du Chemin et Marie Jourdin sont issus Pierre-Claude-Robert-Camille du Chemin et une fille mariée à Gabriel Suhart, écuyer, seigneur de la Conseillère.
- Pierre-Claude-Robert-Camille du Chemin, seigneur-châtelain du Mesnil-Durand, de Hébécrevon etc., chevalier de l'Ordre de Notre-Dame du Mont-Carmel et de Saint-Lazare de Jérusalem (il est décoré de ce titre le 17 avril 1720).

Il sert dans la première compagnie des mousquetaires de la garde du Roi du 11 mars 1711 à septembre 1712, ayant demandé son congé absolu suivant un certificat du comte d'Artagnan, capitaine-lieutenant de cette compagnie en date du 12 avril 1722. En 1715, il est commandant au gouvernement de Saint-Lô.
Un accord de mariage est donné à Périer, en Normandie, le 22 juillet 1716 avec damoiselle Marie-Anne Renard de Claids, fille de Charles Renard, écuyer, seigneur de Claids, gendarme de la garde du Roi et de dame Françoise-Marguerite de Saussey. Le mariage a lieu en l'église de Saint-Patrice-de-Claids, le 4 août 1716.
De ce mariage, Pierre-Claude-Robert-Camille du Chemin et Marie-Anne Renard de Claids auront : Marc-Antoine, chevalier, seigneur du Mesnil-Durand marié à Elisabeth du Prey de Pierreville ; Françoise-Angélique mariée à René Le Harivel, sieur d'Aussais, conseiller du Roi et avocat du roi au bailliage d'Avranches ; Antoine-Charles-François-Camille, chevalier, seigneur de Claids, patron et châtelain du Mesnil-Durand et de Hébécrevon, seigneur et patron de Bretel et de Coudeville et mousquetaire de la deuxième compagnie marié à Barbe van Everbroek ; Marie-Anne mariée à Jean-Baptiste-Louis Porée de Valhébert, écuyer, seigneur et patron du Reculey et lieutenant criminel au bailliage de Vire et Charlotte-Bonne mariée à Adrien Le Queru, écuyer, seigneur de Scey, officier d'infanterie au régiment de Piémont et capitaine garde-côtes de la compagnie de Muneville-sur-Mer.
Branche cadette du chemin de la Tour
- François du Chemin, écuyer, seigneur de la Tour, de la Haulle etc. (troisième fils de Luc III du Chemin).

Il est lieutenant dans le régiment du Roi infanterie à la bataille de Seneff où il reçoit un coup de feu dans la tête. D'après un certificat du comte de Montberon, maréchal de camp, colonel-lieutenant du régiment du Roi et commandant pour Sa Majesté de l'évêché de Metz et gouvernement de Thionville, il avait servi depuis le début de la campagne de 1673, en qualité soit de sous-lieutenant, soit de lieutenant et continuait de servir au moment de la rédaction du certificat bien que non guéri de sa blessure.
Peu de temps après, François du Chemin prend le parti de la robe et succède à son père dans son office de lieutenant général, civil et criminel au bailliage de Cotentin à Saint-Lô. Il en est pourvu le 12 juillet 1679 avec dispense "d'âge, en considération des services rendus par Luc du Chemin, son père, pendant quarante années d'exercice" et l'exerça jusqu'à sa mort le dernier jour de juillet 1700.
Il épouse par contrat le 14 avril 1683 noble demoiselle Marie Radulph, fille et héritière en partie de Robert Radulph, écuyer, seigneur de Blon, conseiller du Roi et lieutenant général criminel au bailliage de Caen à Vire et de noble dame Magdeléne Colardin - de Bois-Olivier, dont il eut : Luc-François du Chemin qui continue la descendance, Charlotte mariée à Jean-Baptiste du Chastel, écuyer, seigneur de Castillon, de Canchi etc. et Marthe mariée à Pancrace Hellouin, écuyer, seigneur d'Anétiville et bailli de Périer.
- Luc-François du Chemin, seigneur de la Tour, de Bahaye et de la Vaucelle, chevalier de l'Ordre du Roi (le 17 janvier 1722 et reçu dans l'accolade avec la croix de l'Ordre le 25 du même mois des mains de M. le maréchal duc d'Estrées), commandeur de ceux de Notre-Dame du Mont-Carmel et de Saint-Lazare de Jérusalem, lieutenant général d'épée du bailli de Cotentin au siège de Saint-Lô, commandant pour Sa Majesté dans la même ville et lieutenant des maréchaux de France dans le département qui en dépend (depuis 1725).

Il naît le 22 janvier 1684 et reçoit du Roi une commission de colonel d'un régiment de milice pour servir dans la province de Normandie le 1er avril 1704. Il sert effectivement en 1706 et 1707 en tant que colonel d'infanterie sur les côtes sous le sieur de Bassan, commandant l'armée du Roi en Normandie et le comte de Montcault, directeur général des troupes de Normandie.
Il est pourvu le 19 mai 1708 de l'office de lieutenant général d'épée du bailliage de Cotentin au siège de Saint-Lô et est reçu au parlement de Rouen le 5 juin 1708. Par lettre écrite de Versailles le 27 décembre 1709, Louis XIV le nomme commissaire pour la répartition de la capitation sur la noblesse de l'élection de Saint-Lô.
En 1718, il est commandant pour le roi au gouvernement de Saint-Lô lorsqu'il obtient le 2 juillet d'occuper les fonctions de la charge de bailli de Cotentin (par arrêt du parlement de Rouen qui décide que le marquis de Crévant, bailli de Cotentin, étant mort, il jouirait jusqu'au remplacement de cette charge des mêmes honneurs dont jouissait feu le marquis de Crévant en tant que bailli de Cotentin), commandant toute la noblesse du bailliage, et le 12 décembre est fait commandant des ville et château de Saint-Lô.
Depuis 1704, il sert en qualité de colonel sur les côtes de Basse-Normandie sous Charles Ier Frédéric de Montmorency, duc de Luxembourg, gouverneur de Normandie et le comte de Matignon, chevalier des Ordres du Roi et lieutenant général de Normandie jusqu'à la paix.
Il épouse à Paris le 22 décembre 1713 Marie-Anne-Henriette Pellé, veuve de Guillaume Moutier, fille d'Edme Pellé, écuyer, secrétaire du Roi, Maison et Couronne de France etc. et d'Anne Le Clerc dont il a : Étienne-Luc du Chemin - de la Tour né à Paris le 7 novembre 1714, successivement mousquetaire de la garde du Roi dans la première compagnie, lieutenant d'infanterie dans le régiment d'Artois et chevalier de l'Ordre de Notre-Dame du Mont-Carmel et de Saint-Lazare de Jérusalem ; Jean-Baptiste-François-Edme-Firmin du Chemin - de la Tour - de la Vaucelle né à Saint-Lô le 21 novembre 1715, mousquetaire comme son frère en 1732 et capitaine de milice dans le régiment de Sepbeville, marié à Anne de Saint-Gilles et Anne du Chemin - de la Tour née à Saint-Lô le 4 février 1718, mariée à Luc-François-Tanneguy du Chastel, chevalier, seigneur de Valun de la Luzerne et de Bretteville.

## Pour approfondir